# Kabinett Lübke II
Das Erweiterte Kabinett Lübke bildete vom 27. Juli 1951 bis zum 11. Oktober 1954 die Landesregierung von Schleswig-Holstein.
| Amt                                    | Name | Partei | Partei                    |
| -------------------------------------- | --- | ------ | ------------------------- |
| Ministerpräsident                      | Friedrich Wilhelm Lübke (1887–1954) |        | CDU                       |
| Stellvertreter des Ministerpräsidenten | Waldemar Kraft (1898–1977) bis 20. Oktober 1953 Paul Pagel (1894–1955) ab 7. November 1953                                                   |        | GB/BHE                    |
| Stellvertreter des Ministerpräsidenten | Waldemar Kraft (1898–1977) bis 20. Oktober 1953 Paul Pagel (1894–1955) ab 7. November 1953                                                   | CDU    |                           |
| Inneres                                | Paul Pagel |        | CDU                       |
| Finanzen                               | Waldemar Kraft bis 20. Oktober 1953 Carl-Anton Schaefer (1890–1974) ab 7. November 1953                                                      |        | GB/BHE                    |
| Wirtschaft und Verkehr                 | Hermann Andersen (1901–1989) bis 4. Januar 1952 Friedrich Wilhelm Lübke geschäftsführend bis 13. September 1952 Hermann Böhrnsen (1900–1976) |        | FDP                       |
| Wirtschaft und Verkehr                 | Hermann Andersen (1901–1989) bis 4. Januar 1952 Friedrich Wilhelm Lübke geschäftsführend bis 13. September 1952 Hermann Böhrnsen (1900–1976) | CDU    |                           |
| Wirtschaft und Verkehr                 | Hermann Andersen (1901–1989) bis 4. Januar 1952 Friedrich Wilhelm Lübke geschäftsführend bis 13. September 1952 Hermann Böhrnsen (1900–1976) | CDU    |                           |
| Kultus                                 | Paul Pagel |        | CDU                       |
| Ernährung, Landwirtschaft und Forsten  | Claus Sieh (1893–1972) |        | DP ab 30. Januar 1953 CDU |
| Justiz                                 | Friedrich Wilhelm Lübke geschäftsführend bis 8. Oktober 1951 Waldemar Kraft bis 20. Oktober 1953 Carl-Anton Schaefer ab 7. November 1953     |        | CDU                       |
| Justiz                                 | Friedrich Wilhelm Lübke geschäftsführend bis 8. Oktober 1951 Waldemar Kraft bis 20. Oktober 1953 Carl-Anton Schaefer ab 7. November 1953     | GB/BHE |                           |
| Justiz                                 | Friedrich Wilhelm Lübke geschäftsführend bis 8. Oktober 1951 Waldemar Kraft bis 20. Oktober 1953 Carl-Anton Schaefer ab 7. November 1953     | GB/BHE |                           |
| Arbeit, Soziales und Vertriebene       | Hans-Adolf Asbach (1904–1976) |        | GB/BHE                    |